# 간월호
간월호(看月湖)는 천수만과 인접해 있는 호수로서 수많은 오리, 기러기들의 쉼터가 된다. 또한 주변에는 서산버드랜드, 탐조대, 홍성군조류탐사과학관 등이 있다. 서산 A지구 방조제에 의해 천수만과 분리되었으며 방조제는 국가지원지방도 제96호선으로 지정되어있다.